# ایوی هوتونن
ایوی هوتونن (انگلیسی: Eevi Huttunen; ۲۳ اوت ۱۹۲۲ – ۳ دسامبر ۲۰۱۵) اسکیت‌باز سرعت اهل فنلاند بود.